# ギオルギ・アハラゼ
ギオルギ・アハラゼ（グルジア語: გიორგი ახალაძე、1999年4月13日 – ）は、ジョージアのラグビーユニオン選手。フランスの国内1部リーグ・トップ14に所属。ポジションは主に左のプロップ。

## 経歴

### 生い立ちとユース時代
1999年4月13日に誕生。ユース時代はRCアイアに所属。2017年、翌年夏のU-20ジュニア世界選手権に向けたトレーニングキャンプに、U-20ジョージア代表として選出された。しかしながら本大会メンバーには選ばれなかった。2019年4月、再びU-20ジョージア代表に選出され、同年のU-20ジュニア世界選手権に向けた南アフリカ遠征に参加した。しなしながらこの年も本大会メンバーには選出されなかった。

### クラブチーム

#### RCマシー時代（2019年–2021年）
2018年、プロD2（フランス2部リーグ）所属のRCマシーに移籍。2018–2019シーズンはRCマシーがプロD2からフェデラレ1（フランス3部リーグ）に降格。翌2019–2020シーズン、アハラゼはRCマシーでフェデラレ1デビューを果たした。リーグは新型コロナウイルス感染症の世界的流行により2020年3月で打ち切りとなったが、RCマシーは中断時点でリーグのプール1で首位に立っていた。2020–2021シーズン、プロD2とフェデラレ1の間にフランス新3部リーグとしてナシオナルが創設され、RCマシーはナシオナルに参入。アハラゼはこのシーズンで先発5試合を含む6試合に出場した。2020–2021シーズンの合計出場時間は315分。

#### ASベジエ時代（2021年–2024年）
2021–2022シーズンからはプロD2のASベジエと2シーズン契約を締結。移籍の最初のシーズンでアハラゼは期待される活躍を見せた。プロD2で合計22試合に出場し、うち9試合で先発した。特に2022年3月10日のプロD2第24節、RCヴァンヌを27対21で下した試合では、相手のディフェンスをなぎ倒しながら40メートルのランでトライを決めるなど、試合を決定づける2トライでその名を知らしめた。翌2022–2023シーズンはプロD2で合計21試合に出場し、うち9試合で先発。1トライを挙げた。このシーズンのプロD2第7節、RCマシー戦においてアハラゼは相手選手に対する危険なプレーにより退場処分を受け、5週間の出場停止となった。
アハラゼは2023–2024シーズンもASベジエでプレー。プロD2で合計20試合に出場し、うち8試合で先発。2トライを挙げた。このシーズン、アハラゼはジョージア代表にも選出され、代表初キャップを獲得した。

#### ASMクレルモン・オーヴェルニュ（2024年–）
アハラゼに対しては、2023–2024シーズン中から複数のクラブが関心を示していた。そして2024年1月15日、アハラゼはASMクレルモン・オーヴェルニュと2年間の期限付き移籍契約を結んだ。そして2023–2024シーズン終了後、ASMクレルモン・オーヴェルニュはアハラゼの移籍を正式に発表した。

### ジョージア代表
2024年1月、アハラゼは欧州選手権でジョージア代表に初選出された。代表初キャップは2024年2月4日、プールステージ第1節のドイツ戦であった]。この大会でアハラゼは全試合に出場し、決勝ではポルトガルを36対10で下して優勝した。
アハラゼは2024年夏のテストマッチシーズンでもジョージア代表に選出された。7月5日にバトゥミのアチャラベト・アレナで開催されたフィジー戦に先発出場し、翌週からの太平洋地域遠征にもメンバーに選ばれた。7月13日に仙台のユアテックスタジアム仙台で開催の日本戦に先発出場。7月20日にシドニーのアリアンツ・スタジアムで開催のオーストラリア戦で夏の遠征を終える。